# Puccinia bistortae
Espèce
Synonymes
- Puccinia angelicae-bistortae F.Strauss ex Kleb., 1902[1]
- Uredo polygoni var. bistortaeF.Strauss, 1811[1]
- Puccinia cari-bistortae Kleb., 1899[1]
- Puccinia conopodii-bistortae Kleb., 1896[1]
- Puccinia polygoni var. bistortae (F.Strauss) Röhl., 1813[1]

Puccinia bistortae, de nom commun Puccinie de la bistorte, est une espèce eurasiatique de champignons de la famille des Pucciniaceae, agents de la maladie cryptogamique de la rouille.

## Description

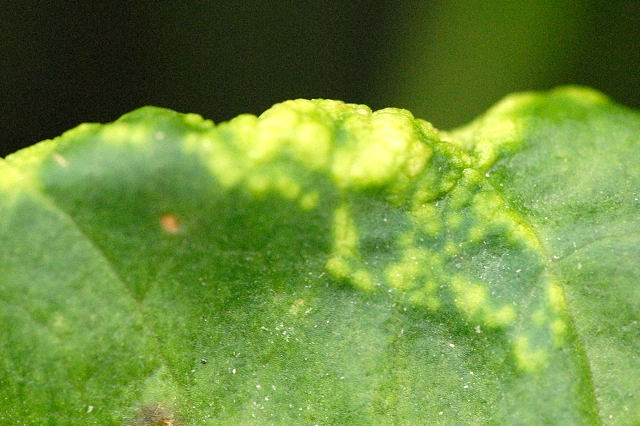
Puccinia bistortae sur une feuille.

Puccinia bistortae ne peut être reconnu qu'à l'œil nu par les dépôts de spores dépassant à la surface de l'hôte. Ils poussent dans des nids qui apparaissent sous forme de taches et de pustules jaunâtres à brunes sur la surface des feuilles.
Comme chez toutes les espèces de Puccinia, le mycélium de Puccinia bistortae se développe dans un milieu extracellulaire et forme un haustorium qui se développe dans le tissu de stockage de l'hôte. Sa spermogonie pousse des deux côtés des feuilles hôtes et sont de couleur miel. Les écidies de l'espèce, qui poussent sur la face inférieure des feuilles et sur les pétioles, sont pustuleuses, jaune clair à orange et denses. Les écidiospores jaune-orange mesurent 18-26 × 15-23 µm, sont sphériques à polyédriques et finement verruqueux. Les urédies du champignon, qui poussent sur la face inférieure des feuilles, sont jaune-rouge. Les urédospores jaune-brun clair sont sphériques à ellipsoïdes, de 20-25 × 18-20 µm et épineuses. Les télies des espèces qui poussent sous les feuilles sont brun foncé, poudreuses et découvertes tôt. Les téliospores jaune-brun sont à deux cellules, généralement de large ellipsoïde et mesurent 24-42 × 16-25 µm. La tige est incolore et courte.

## Répartition
On trouve Puccinia bistortae dans une grande partie de l'Eurasie.

## Plantes hôtes
Puccinia bistortae a pour plantes hôtes Angelica sylvestris, Carum carvi, Chaerophyllum hirsutum, Conopodium majus, Ligusticum mutellina, Meum athamanticum, Pimpinella anisum, Pimpinella major, Pimpinella peregrina, Pimpinella saxifraga, Selinum carvifolia, Bistorta officinalis, Bistorta vivipara, Persicaria lapathifolia, Polygonum bellardii (en).
Le champignon se nourrit des nutriments présents dans les tissus de stockage de la plante, ses réserves de spores traversant plus tard la surface des feuilles et libérant des spores. L'espèce a un cycle de développement avec spermogonie, écidie, urédie et télie et ne change pas d'hôtes.